# Saint-Beauzire, Puy-de-Dôme
Saint-Beauzire là một xã ở tỉnh Puy-de-Dôme trong vùng Auvergne-Rhône-Alpes miền trung nước Pháp.

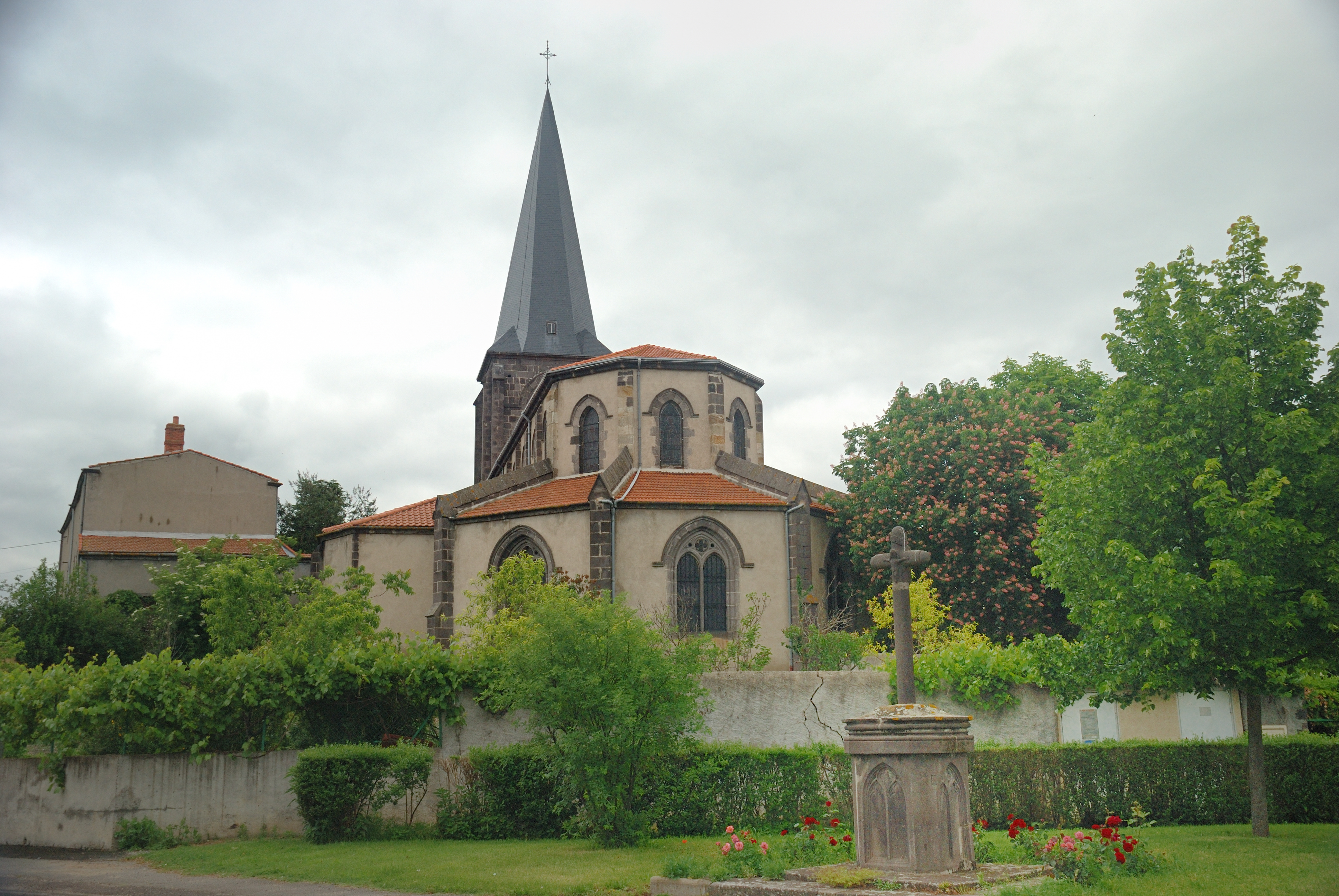
Nhà thờ của Saint-Beauzire.